# Cushingova triada
Cushingova triada je skupek treh kliničnih znakov (nepravilno dihanje, hipertenzija in bradikardija), ki se lahko pojavi ob povišanem intrakranialnem tlaku. Je posledica ukleščenja možganskega debla. Kot prvi jo je leta 1901 opisal ameriški kirurg Harvey Cushing.